# El Cuy
El Cuy est une petite ville d'Argentine, chef-lieu du département d'El Cuy, en province de Río Negro. La ville est située au nord de la Patagonie argentine.

## Population
La localité comptait 479 habitants en 2001, ce qui représentait une hausse de 3,5 % par rapport aux 463 de 1991.